# Lilian Cheviot
Pour les articles homonymes, voir Cheviot.
Lilian Cheviot, née vers 1876 à Hull et morte peu avant le 18 juin 1936 à Thames Ditton, est une peintre animalière anglaise, active de 1894 à 1924. 
Elle est connue pour ses peintures d'animaux et ses portraits de chiens. 

## Biographie
Lilian Cheviot naît en 1876 à Hull, dans le Yorkshire.
Elle s'établit dans le sud de Molesey dans le Surrey. Elle étudie à l’École de peinture animalière de William Frank Calderon et à la Life School de Walter Donne.
En 1895, elle expose à la Royal Academy of Arts le tableau There's Many a Slip, et en 1899 Kittens. Son œuvre On the Way to the Horse Fair est incluse dans le livre de 1905 Women Painters of the World.
En 1911, ses illustrations figurent dans le livre The New Book of the Dog.
Lilian Cheviot meurt en 1936, à l'âge de 60 ans, dans une maison de santé de Thames Ditton, dans le Surrey. Elle est inhumée le 18 juin 1936 au cimetière de Brookwood.

## Œuvres

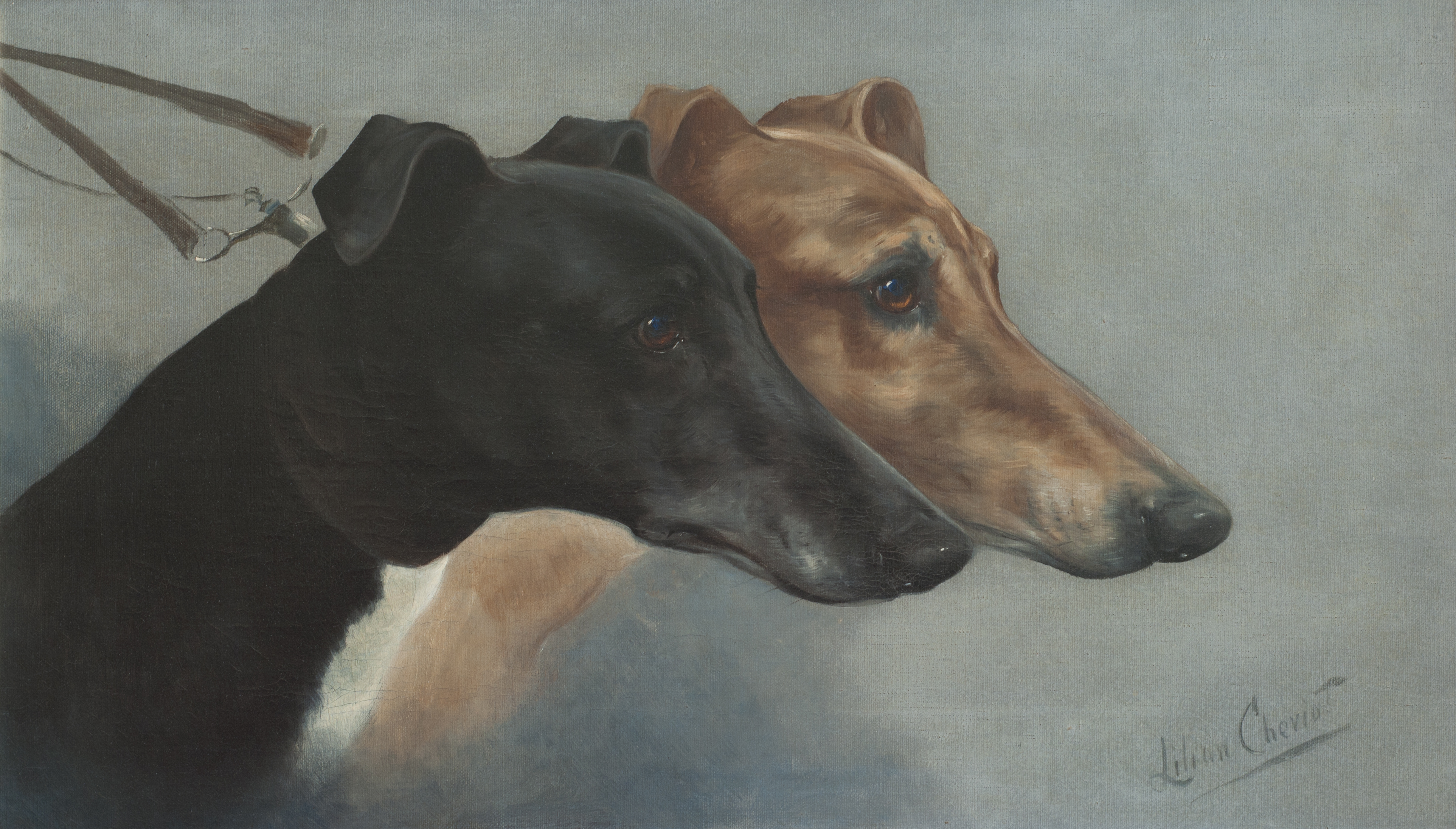
Dilwyn and Leucryx in the Slips for the Waterloo Cup (1914)
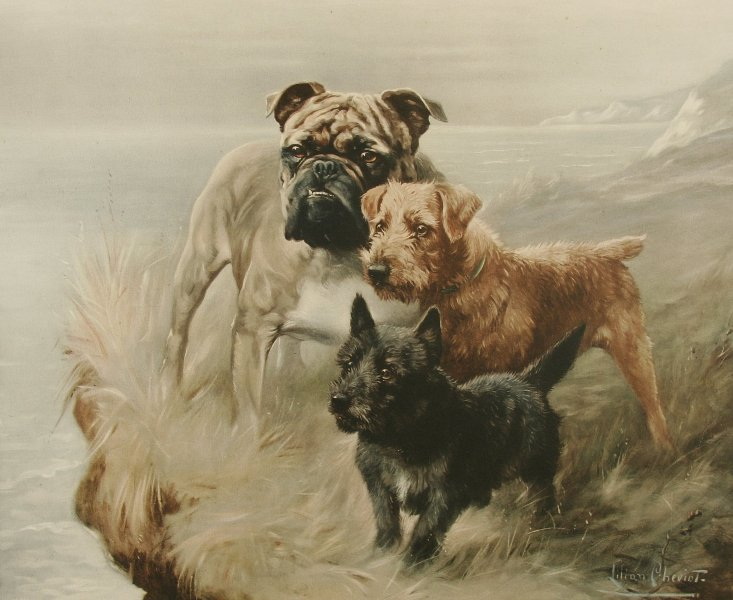
Come Over Here
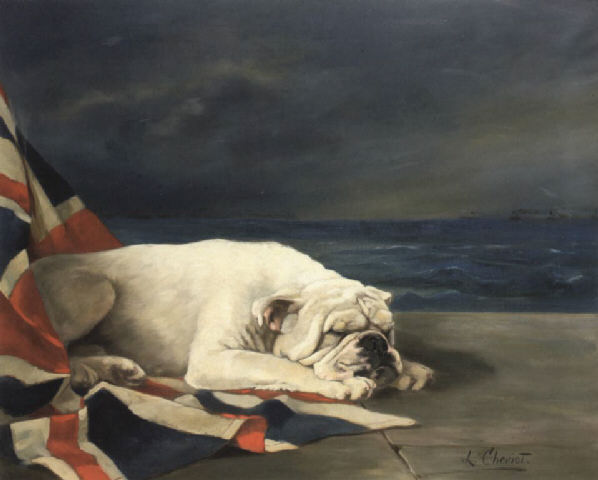
Wake Up England
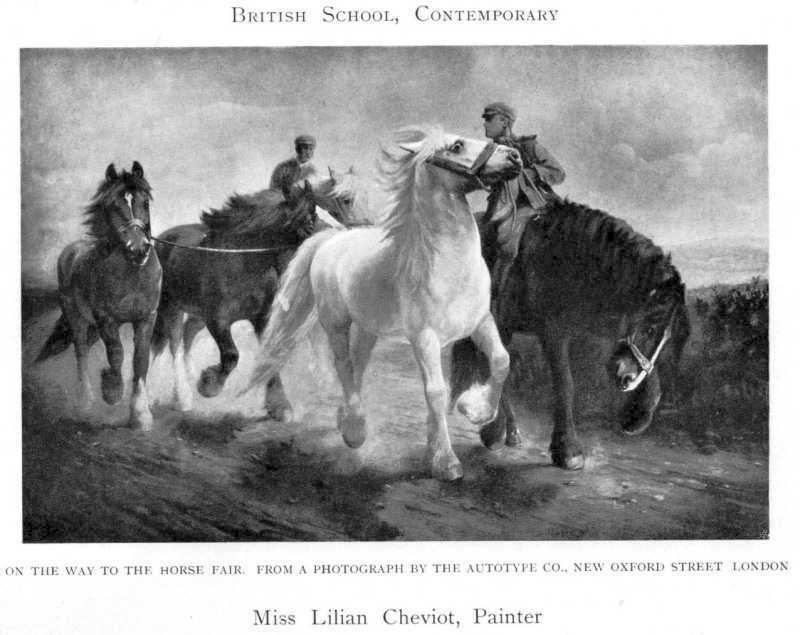
On the Way to the Horse Fair